# Anna Wasa (1568-1625)
Anna Wasa (Eskilstuna, 17 mei 1568 – Brodnica, 26 februari 1625) was een Zweeds-Poolse prinses en zus van Sigismund III van Polen.

## Biografie
Anna is in Zweden geboren als het kind van Johan III van Zweden en Catharina van Polen. Anna verhuisde in 1589 van Zweden naar het Pools-Litouwse Gemenebest, waar haar de domeinen Brodnica en Golub werden geschonken. Anna fungeerde in die tijd, en vooral in de beginjaren van het bewind van Sigismund III, als de meest vertrouwde adviseur van de koning.
De prinses was protestants en stond bekend als een beschermvrouwe van lutheraanse intellectuelen. Koning Sigismund III en de jezuïeten hoopten haar tot het katholieke geloof te bekeren om haar zo uit te huwelijken aan een lid van een katholieke dynastie. Anna bleef protestants en ongehuwd. Ze had een protestantse kapel in het Koninklijke Kasteel van Wawel. 

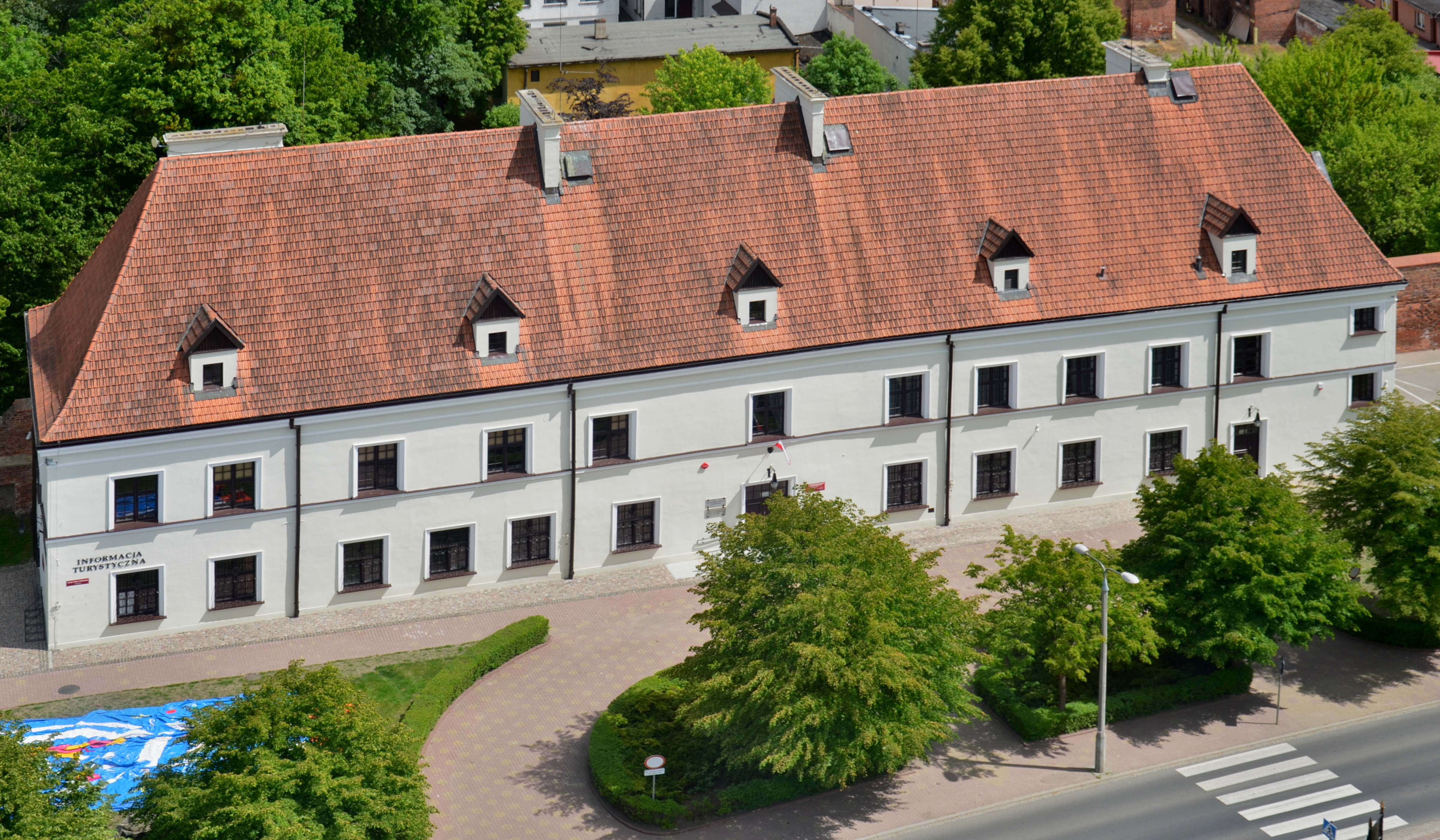
Anna Wasapaleis in Brodnica

Anna was hoogopgeleid en had een grote interesse in plantkunde en kruidengeneeskunde. Ze financierde in 1613 de publicatie van een herbarium door Simon Syrenius. Anna stond in haar leven dan ook bekend als de "Poolse botanicus".
De prinses woonde tussen 1616 en 1623 in het Kasteel van Golub-Dobrzyń, dat voor haar tussen 1616-23 in de renaissancestijl is herbouwd. Ze liet een grote tuin met medicinale planten om dit kasteel aanleggen. Haar hofhouding in Polen bestond gedeeltelijk uit verbannen Zweedse edellieden.
Anna heeft haar laatste levensjaren in het Anna Wasapaleis in Brodnica doorgebracht. Zij stief uiteindelijk na een lang ziektebed. De prinses kon vanwege haar geloof niet in de koninklijke crypte onder de Wawelkathedraal bijgezet worden. Om die reden is ze eerst in Brodnica en later in de Mariakerk in Toruń begraven. Haar mausoleum, bestaand uit een zwart Dębnik-marmeren grafmonument met een witte albasten figuur, is in 1636 in opdracht van Wladislaus Wasa gebouwd. Haar praalgraf is ingelegd met edelstenen.
Het Kazimierzpaleis is in opdracht van Anna voor haar neef Wladislaus Wasa als zomerpaleis gebouwd. Het paleis stond destijds ook bekend als Villa Regia (Latijn voor 'Koninklijke villa').

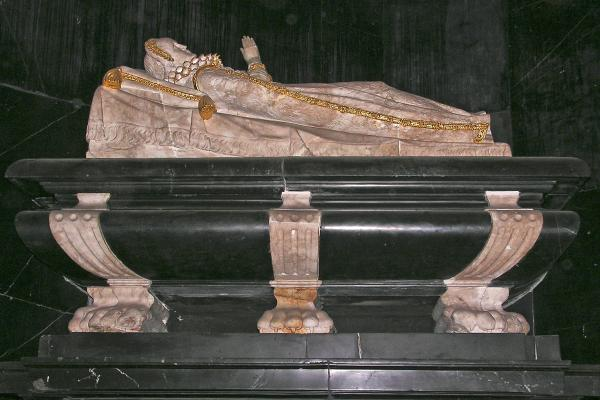
Het graf van Anna Wasa in Toruń

## Trivia
De wielerwedstrijd Princess Anna Vasa Tour, die sinds 2020 wordt verreden in en rond Golub-Dobrzyń, is vernoemd naar princes Anna Wasa.
- Gemeinsame Normdatei: 119559331
- International Standard Name Identifier: 0000 0000 7996 3037
- KulturNav: da469046-9477-4299-bf69-6da5ffd8ec20
- Library of Congress Control Number: n97015637
- Nationale Bibliotheek van Tsjechië: mzk20241234472
- LIBRIS: 176376
- Virtual International Authority File: 53429503
- WorldCat: E39PBJmXMW8Xj6k9qKxdkvjjYP